# The Paperboy
The Paperboy (El chico del periódico en España y Amores peligrosos en Hispanoamérica) es una película dirigida por Lee Daniels y protagonizada por Matthew McConaughey, Zac Efron, John Cusack y Nicole Kidman, basada en la novela The Paperboy, de 1995, escrita por el autor estadounidense Pete Dexter. La película se estrenó el 23 de mayo del 2012 y compitió por una Palma de Oro en el Festival de Cannes 2012.

## Sinopsis
Un reportero (McConaughey) y su hermano menor (Efron) investigan un asesinato para exculpar a un hombre del homicidio del sheriff racista del pueblo. La historia trata de dos hermanos: Ward Jansen (interpretado por Matthew McConaughey), un periodista del prestigioso diario The Miami Times, y Jack Jansen (interpretado por Zac Efron), quien acaba de abandonar sus estudios universitarios y vive en una pequeña ciudad en el centro de Florida con el padre de ambos, W. W. Jansen (interpretado por Scott Glenn).
Cuando Ward aparece con su compañero de trabajo, Yardley Acheman (interpretado por David Oyelowo), para investigar una historia para su periódico, le pide a su hermano que les guíe por la ciudad. El motivo de que Ward esté ahí es Charlotte Bless (interpretada por Nicole Kidman), una enigmática mujer solitaria que escribe a presos en el corredor de la muerte, quien les ha convencido de que Hillary Van Wetter (interpretado por John Cusack), un desagradable cazador de cocodrilos, ha sido condenado erróneamente en un juicio que tuvo lugar en su pueblo de origen.
Según avanza la investigación, vamos descubriendo que el único elemento constante en este proceso es esta extraña y hermosa mujer que se enamora de asesinos, y su pasión podría ser la perdición de todos ya que, para liberar a su posible amante, no dudará en utilizar todos los recursos que posee. Por otro lado Jack empieza a sentirse fascinado por Charlotte, con quien tiene fantasías sexuales e intenta demostrarle que su pasión por Hillary es un error. La película esta llena de secuencias polémicas como la violación de Ward, el famoso orgasmo sexual de Charlotte en la cárcel.

## Reparto
- Matthew McConaughey como Ward Jansen.
- Zac Efron como Jack Jansen.
- John Cusack como Hillary Van Wetter.
- Nicole Kidman como Charlotte Bless.
- Scott Glenn como W.W. Jansen.
- David Oyelowo como Yardley Acheman.
- Nikolette Noel como Nancy.
- Ned Bellamy como Tyree van Wetter.
- Macy Gray como Anita / Narradora.

## Recepción

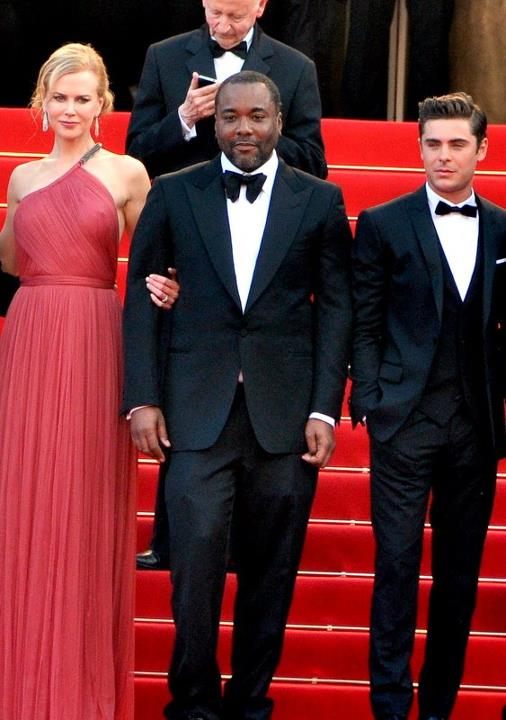
Nicole Kidman, Lee Daniels y Zac Efron en la promoción de la película en el Festival de Cannes 2012

Las primeras reacciones a The Paperboy fueron mixtas: algunos críticos la compararon con Shadowboxer. La mayor parte de los elogios fueron para Nicole Kidman: "Nicole Kidman en realidad es excelente como Charlotte: divertida, sexy, conmovedoramente vulnerable." María Corliss escribió: "La revelación, sin embargo, es el rendimiento de Kidman. La renuncia a la imagen de la diosa que tantas veces ha asumido, su Charlotte es una criatura madura, salvaje, con todos sus encantos sexuales. Con una mezcla arriesgada de precisión y abandono, Kidman crea una visión espléndida de la feminidad del sur en su forma más tóxica. No va a suceder, pero merece el premio a Mejor Actriz en Cannes de este año."
Al 24 de mayo del 2012, la película tenía una calificación de 6.1 en IMDb y un 50 por ciento en Rotten Tomatoes.

## Banda sonora
La cantante Mariah Carey escribió y grabó una canción titulada Mesmerized para la banda sonora de la película.